# Petra Wimbersky
Petra Wimbersky (Monaco di Baviera, 9 novembre 1982) è un'ex calciatrice tedesca, di ruolo attaccante.

## Carriera

### Club
Wimbersky ha mosso i primi passi nel calcio nel TSV Ottobrunn, poi è passata alla squadra femminile dell'Unterhaching e, nel 1999, al Bayern Monaco, con cui è salita nel 2000 in Bundesliga. Dal 2002 al 2006 è passata nella fila del Turbine Potsdam, per poi giocare dalla stagione 2006-2007 con i colori del 1. FFC Francoforte, dove è rimasta fino al termine della stagione 2009-2010. All'inizio della stagione 2010-2011 è tornata al Bayern Monaco.
Il suo debutto nella Bundesliga femminile è avvenuto, proprio con la maglia del Bayern Monaco, il 15 ottobre 2000, alla prima giornata di campionato, in una vittoria casalinga per 4-1 contro lo Sportfreunde Siegen. Nella sua carriera Wimbersky in Frauen-Bundesliga ha segnato 25 doppiette e 8 triplette.

### Nazionale
Il debutto di Wimbersky con la nazionale maggiore è avvenuto il 6 marzo 2001 ad Augusta nell'amichevole internazionale contro la Cina, vinta 1-0. Ha segnato il suo primo gol internazionale il 30 giugno 2001 a Jena in una vittoria per 3-0 contro l'Inghilterra. La sua ultima apparizione in Nazionale, invece, è stata il 10 marzo 2008 a Santo Antônio in una vittoria per 2-0 sulla Svezia, durante l'Algarve Cup.
In Nazionale maggiore, con cui Wimbersky ha vinto la medaglia di bronzo nel torneo olimpico di calcio del 2004 ad Atene, ha collezionato 70 presenze, segnando 16 gol.

## Palmarès

### Club

#### Trofei nazionali
- Campionato tedesco: 4

Turbine Potsdam: 2003-2004, 2005-2006
1. FFC Francoforte: 2006-2007, 2007-2008
- Coppa di Germania: 3

Turbine Potsdam: 2003-2004, 2004-2005, 2005-2006
1. FFC Francoforte: 2006-2007, 2007-2008
Bayern Monaco: 2011-2012
- Bundesliga-Cup: 2011

#### Trofei internazionali
- UEFA Women's Cup: 2

Turbine Potsdam: 2004-2005
1. FFC Francoforte: 2007-2008

### Nazionale
- Bronzo olimpico: 1

Pechino 2008
- Campionato mondiale: 1

2007
- Campionato d'Europa: 2

2001, 2005
- Campionato d'Europa under 18: 2

2000, 2001